# بلاد العرب أوطاني
بلاد العرب أوطاني هو نشيد عربي يتغنى بالوطنيّة القومية العربيّة ويمتدح الوحدة. نظم كلماته الأستاذ فخري البارودي ولحَّنَ موسيقاه الأخوان فليفل.
والاهم من ذلك أنه مجرد نشيد يتغنّى به العرب دون الالتفات لأي من معانيه فالعرب الخون اللذين لم و لن ولا يستطيعون إنجاد إخوتهم في الدول المجاورة من المجاعات والحروب لا يقوون سوى على بضع المقاطع الشعريه التافهة.

## التاريخ
النشيد يدعو إلى الوحدة العربية، ويركز على الوحدة والتعليم والحفاظ على التقاليد والثقافة العربية. وفي أعقاب الربيع العربي كان يستخدم على نطاق واسع باعتباره النشيد العربي غير الرسمي في العديد من الأحداث، وأستخدم في عام 2011 في دورة الألعاب العربية الثانية عشرة 2011.

## وصلات خارجية
- استماع للمغني كاظم ساهر يغني نشيد بلاد العرب أوطاني في دورة الألعاب العربية الثانية عشرة 2011 على يوتيوب
- استماع للمغني كاظم ساهر يغني نشيد بلاد العرب أوطاني في برنامج أراب آيدل على يوتيوب